# 妮基·艾考克斯
妮基·林恩·艾考克斯（英語：Nicki Lynn Aycox，1975年5月26日—2022年11月16日），美国女演员和音乐家，因在《邪恶力量》、《铁证悬案》、《毛骨悚然：鬼擋路》、《完美陌生人》和《X档案：我要相信》中的角色而闻名。于2015年发行首张迷你专辑《Red Velvet Room》 。

## 早年生活
艾考克斯出生于奥克拉荷马州轩尼诗，幼年时便喜欢上唱歌和弹钢琴。

## 职业生涯
艾考克斯的早期出演的作品包括《歪星撞地球》、《USA High》、《淘气小子看世界》、《X档案》等，以及多次出现在《Providence》中。
2003年，艾考克斯在《毛骨悚然：鬼擋路》中扮演敏克西·海耶斯，该片是2001年恐怖电影《毛骨悚然》的续集。 2005年7月至10月，艾考克斯在《那时那地》中饰演布伦达·“B夫人”·米切尔，该篇讲述了美国陆军第三步兵师的一个部队在伊拉克占领区执行的首次任务的故事，并描写了战争对美国士兵家庭的影响。
2006年，艾考克斯客串出演《犯罪心理》中的《The Perfect Storm》一集，饰演心理病态连环杀手安布尔·卡纳多。同年，她在WB電視網（现为CW電視網）剧集《邪恶力量》第一季中饰演反派梅格·马斯特斯。該片的执行制片人金·曼纳斯此前曾与艾考克斯在《那時那地》中合作，此次亲自挑选她饰演梅格。
2007年，艾考克斯与荷莉·贝瑞和布鲁斯·威利斯一起出演惊悚片《完美陌生人》，艾考克斯饰演一名试图勒索一位富有的广告主管的女人。次年，艾考克斯出演《X档案》系列的第二部长片《X档案：我要相信》，从2007年12月开始拍摄，于2008年3月11日拍摄完毕。同年，艾考克斯主演了《致命玩笑2》，该片是2001年电影《致命玩笑》的续集。
2009年7月，艾考克斯开始在特纳电视网的动作片/电视剧《暗警》中饰演洛杉矶警察局卧底警官杰米·艾伦，该系列片于2010年9月15日结束。艾考克斯出演的最后一部戏是2014年的电影《Dead on Campus》。
2015年，艾考克斯发行了她的首张迷你专辑《Red Velvet Room》，收录了五首原创歌曲。

## 个人生活与逝世
艾考克斯于2021年3月的Instagram帖子中透露她已被确诊患有白血病，她最终于2022年11月16日逝世，时年47岁。
《邪恶力量》的创作者埃里克·克里普基以及占姆·比弗、马克·佩雷格里诺、瑞秋·米纳和L小理查·斯佩特等剧中演员都向艾考克斯表示了敬意。
艾考克斯的丈夫为马特·拉布。